# Línea 1 del Trolebús de la Ciudad de México
La Línea 1 del Trolebús de la Ciudad de México, anteriormente llamada Línea A, es una línea de autobuses, recorre la ciudad de norte a sur y viceversa sobre el Eje Central Lázaro Cárdenas, las avenidas División del Norte, Miguel Ángel de Quevedo y la calzada Taxqueña.
Tiene por origen la Central del Norte y la Central del Sur, con un total de 33 paradas, y presta servicio a las demarcaciones Benito Juárez, Coyoacán, Cuauhtémoc y Gustavo A. Madero, en una ruta de 36.6 km. En contraflujo, la línea recorre: desde la avenida Ferrocarril Industrial hasta el Circuito Interior Río Churubusco en carril confinado y en sentido opuesto. 
Este corredor cuenta con iconografía, al igual que lo tienen los otros sistemas de transporte capitalino.
El horario es de lunes a domingo de 05:00 a 00:00 hrs con un costo de $4.00 pesos.

## Historia
Como parte de las obras del Corredor Cero Emisiones, se prohibió el acceso al Eje Central a los camiones de carga, como se hizo en el Centro Histórico de la ciudad. Las obras para la rehabilitación del Eje Central iniciaron el 30 de marzo del 2009 y se inauguró el 1 de agosto del 2009.
Originalmente el corredor tendría una ciclopista, y sería el primer corredor que usa bicicletas como medio de transporte. Los dos carriles confinados se encontrarían en el centro y tendrían concreto hidráulico. Sin embargo, debido a la crisis económica, estos detalles tuvieron que retirarse y optar por un proyecto más económico.
Como adicional, con la llegada de las nuevas unidades Yutong, con autonomía de hasta 80 km. sin catenaria es posible sortear paros de servicio que suelen ocurrir en esta línea debido a manifestaciones y trifulcas que se dan en el perímetro, esto para no dejar sin servicio al corredor,.

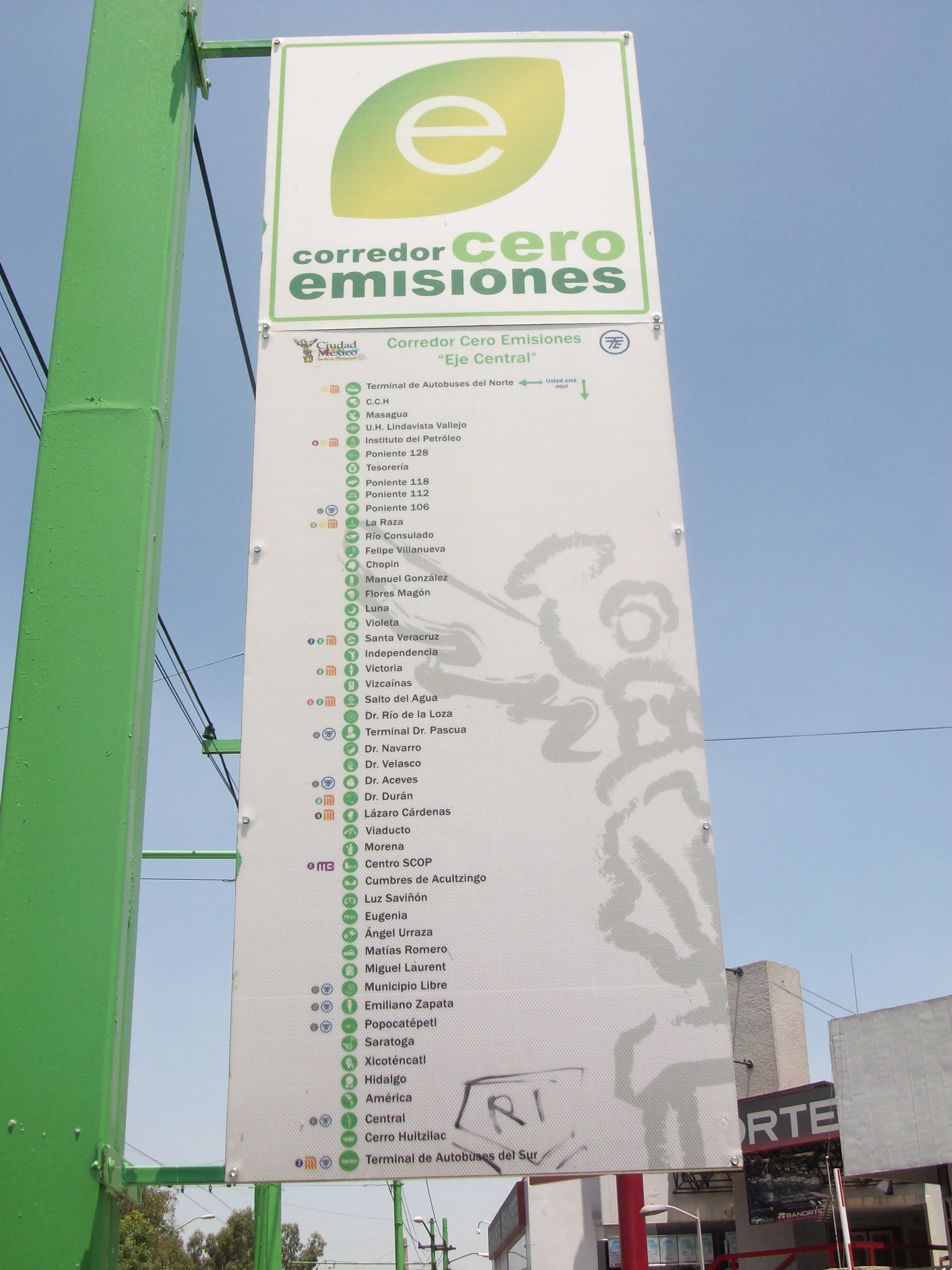
Letrero de la ruta.

## Estaciones
| Paradas en sentido norte a sur: |
| - Central del Norte - CCH Vallejo - Instituto del Petróleo N - Montevideo - U.H. Lindavista Vallejo - Instituto del Petróleo S - Poniente 128 - Tesorería - Poniente 118 - Poniente 112 - Poniente 106 - La Raza - Río Consulado - Felipe Villanueva - Chopin - Granados - Manuel González - Flores Magón - Luna - República de Perú - Bellas Artes - Independencia - República de Uruguay - Vizcaínas - Salto del Agua - Fray Servando Teresa de Mier - Dr. Pascua - Doctores - Monumento a Cárdenas - Manuel J. Othon - Obrera - Lázaro Cárdenas - Viaducto - Morena - Centro SCOP - Cumbres de Acultzingo - Luz Saviñón - Cumbres de Maltrata - Eugenia - Ángel Urraza - Matías Romero - Miguel Laurent - Municipio Libre - Emiliano Zapata - Popocatépetl - Ajusco - Xicoténcatl - Hidalgo - América - Central - Cerro Huitzilac - Central del Sur |

| Paradas en sentido sur a norte: |
| - Central del Sur - Tasqueña - División del Norte - América - Irlanda - Xicoténcatl - Churubusco - Ajusco - Popocatépetl - Emiliano Zapata - Municipio Libre - Miguel Laurent - Hiff - Eugenia - Cumbres de Maltrata - Luz Saviñón - Cumbres de Acultzingo - Centro SCOP - Morena - Viaducto - Lázaro Cárdenas - Antonio Solís - Obrera - Manuel José Othón - Monumento a Lázaro Cárdenas - Doctores - Fray Servando Teresa de Mier - Salto del Agua - Vizcaínas - República de Uruguay - Francisco I. Madero - Bellas Artes - República de Perú - Luna - Flores Magón - Manuel González - Granados - Chopin - Felipe Villanueva - Río Consulado - Poniente 112 - Central del Norte |